# Don DeLillo
Don DeLillo (født 20. november 1936 i The Bronx, New York) er en amerikansk forfatter. Han er en af de mest anerkendte nulevende amerikanske forfattere, og er anset som en hovedfigur inden for den postmoderne litteratur. DeLillo har vært en reference for yngre amerikanske forfattere som Bret Easton Ellis og David Foster Wallace. Blandt Don DeLillos mest kendte bøger er romanerne White Noise (1985), Underworld (1997) og Falling Man (2007).

## Udvalgt Bibliografi
- The Names (1982)
- White Noise (1985)
- Libra (1988)
- Mao II (1991)
- Underworld (1997)
- Falling Man (2007)
- Point Omega (2010)

## Eksterne links
- Don Delillo på Forfatterweb.dk